# NGC 7149
NGC 7149 is een elliptisch sterrenstelsel in het sterrenbeeld Pegasus. Het hemelobject werd op 15 september 1865 ontdekt door de Duits-Deense astronoom Heinrich Louis d'Arrest.

## Synoniemen
- UGC 11835
- MCG 0-55-26
- ZWG 376.47
- NPM1G +03.0571
- PGC 67524